# USS Bumper (SS-333)
USS Bumper (SS-333) là một  tàu ngầm lớp Balao từng phục vụ cùng Hải quân Hoa Kỳ trong Chiến tranh Thế giới thứ hai. Nó là chiếc tàu chiến duy nhất của Hải quân Hoa Kỳ được đặt cái tên này, theo tên một loài trong họ Cá khế. Nó đã phục vụ trong Thế Chiến II, thực hiện được hai chuyến tuần tra và đánh chìm một tàu chở dầu Nhật Bản tải trọng 1.189 tấn. Sau khi xung đột chấm dứt, nó đã tiếp tục hoạt động trong giai đoạn Chiến tranh Lạnh cho đến năm 1950, rồi được chuyển giao cho Thổ Nhĩ Kỳ để tiếp tục phục vụ như là chiếc TCG Çanakkale (S 333) cho đến năm 1976. Con tàu cuối cùng được hoàn trả cho Hoa Kỳ để tháo dỡ. Bumper được tặng thưởng một Ngôi sao Chiến trận do thành tích phục vụ trong Thế Chiến II.

## Thiết kế và chế tạo
Thiết kế của lớp Balao được cải tiến dựa trên  tàu ngầm lớp Gato dẫn trước, là một kiểu tàu ngầm hạm đội có tốc độ trên mặt nước cao, tầm hoạt động xa và vũ khí mạnh để tháp tùng hạm đội chiến trận. Khác biệt chính so với lớp Gato là ở cấu trúc lườn chịu áp lực bên trong dày hơn, và sử dụng thép có độ đàn hồi cao (HTS: High-Tensile Steel), cho phép lặn sâu hơn đến 400 ft (120 m). Con tàu dài 311 ft 9 in (95,02 m) và có trọng lượng choán nước 1.526 tấn Anh (1.550 t) khi nổi và 2.424 tấn Anh (2.463 t) khi lặn. Chúng trang bị động cơ diesel dẫn động máy phát điện để cung cấp điện năng cho bốn động cơ điện, đạt được công suất 5.400 shp (4.000 kW) khi nổi và 2.740 shp (2.040 kW) khi lặn, cho phép đạt tốc độ tối đa 20,25 hải lý trên giờ (37,50 km/h) và 8,75 hải lý trên giờ (16,21 km/h) tương ứng. Tầm xa hoạt động là 11.000 hải lý (20.000 km) khi đi trên mặt nước ở tốc độ 10 hải lý trên giờ (19 km/h) và có thể hoạt động kéo dài đến 75 ngày.
Tương tự như lớp Gato dẫn trước, lớp Balao được trang bị mười ống phóng ngư lôi 21 in (530 mm), gồm sáu ống trước mũi và bốn ống phía phía đuôi tàu, chúng mang theo tối đa 24 quả ngư lôi. Vũ khí trên boong tàu gồm một hải pháo 4 inch/50 caliber, một khẩu pháo phòng không Bofors 40 mm nòng đơn và một khẩu đội Oerlikon 20 mm nòng đôi, kèm theo hai súng máy .50 caliber. Trên tháp chỉ huy, ngoài hai kính tiềm vọng, nó còn trang bị ăn-ten radar SD phòng không và SJ dò tìm mặt biển. Tiện nghi cho thủy thủ đoàn bao gồm điều hòa không khí, thực phẩm trữ lạnh, máy lọc nước, máy giặt và giường ngủ cho hầu hết mọi người, giúp họ chịu đựng cái nóng nhiệt đới tại Thái Bình Dương cùng những chuyến tuần tra kéo dài đến hai tháng rưỡi.
Bumper được đặt lườn tại xưởng tàu của hãng Electric Boat Company ở Groton, Connecticut vào ngày 4 tháng 11, 1943. Nó được hạ thủy vào ngày 6 tháng 8, 1944, được đỡ đầu bởi bà bà Margaret Williams, và được cho nhập biên chế cùng Hải quân Hoa Kỳ vào ngày 9 tháng 12, 1944 dưới quyền chỉ huy của Hạm trưởng, Thiếu tá Hải quân Joseph Warford Williams, Jr.

## Lịch sử hoạt động

### USSBumper
Sau khi hoàn tất việc chạy thử máy huấn luyện tại vùng biển ngoài khơi New England, Bumper lên đường vào ngày 21 tháng 1, 1945 để đi Key West, Florida để phục vụ huấn luyện cùng Trường Sonar Hạm đội. Nó quay trở lại New London, Connecticut vào ngày 5 tháng 2 để sửa chữa hệ thống thủy lực trước khi tiếp tục hoạt động tại vùng biển Florida, và chuẩn bị để được điều động sang khu vực Mặt trận Thái Bình Dương. Nó băng qua kênh đào Panama vào ngày 15 tháng 3 để gia nhập Hạm đội Thái Bình Dương, và đi đến vùng biển quần đảo Hawaii vào ngày 1 tháng 4. 

#### Chuyến tuần tra thứ nhất
Khởi hành từ Trân Châu Cảng vào ngày 22 tháng 4 cho chuyến tuần tra đầu tiên, Bumper được tiếp thêm nhiên liệu tại Saipan vào ngày 4 tháng 5 trước khi đi đến khu vực tuần tra tại biển Đông. Nhiệm vụ chủ yếu của nó là tìm kiếm và giải cứu hỗ trợ cho các phi vụ không kích ngoài khơi các đảo Đài Loan và Hải Nam. Nó được tàu ngầm chị em Bugara (SS-331) thay phiên vào ngày 6 tháng 6, nhưng trên đường quay về lại được lệnh thay phiên cho tàu ngầm chị em Icefish (SS-367), vốn phải quay về cảng với một số phi công bị thương. Sau cùng nó được tàu ngầm chị em Carbonero (SS-337) thay phiên và về về đến căn cứ vịnh Subic, Philippines vào ngày 14 tháng 6. Nó được tái trang bị cặp bên mạn tàu tiếp liệu tàu ngầm USS Anthedon (AS-24 (3).

#### Chuyến tuần tra thứ hai
Bumper rời vịnh Subic vào ngày 10 tháng 7 cho chuyến tuần tra thứ hai, cũng là chuyến cuối cùng trong chiến tranh, tại vùng vịnh Thái Lan gần Singapore. Vào ngày 15 tháng 7, nó cùng các tàu ngầm chị em Brill (SS-330) và Bugara tấn công một đoàn ba tàu buôn được một tàu khu trục và nhiều tàu hộ tống bảo vệ, nhưng không có kết quả. Sau khi tiêu diệt hai thuyền buồm bằng hải pháo, đến ngày 20 tháng 7, nó phóng ngư lôi đánh chìm được tàu chở dầu Kyoei Maru số 3 (1.189 tấn) trong vịnh Thái Lan, tại tọa độ 08°08′B 103°40′Đ / 8,133°B 103,667°Đ. Quay trở lại căn cứ vịnh Subic vào ngày 24 tháng 7 để tiếp thêm thủy lôi, chiếc tàu ngầm tiếp tục chuyến tuần tra hai ngày sau đó tại khu vực biển Java và phía Bắc Singapore. Nó tiếp tục phá hủy một tàu kéo, một sà lan và một tàu đánh cá bằng hải pháo trong ngày 5 tháng 8. Nó kết thúc chuyến tuần tra khi quay trở về Fremantle, Australia vào ngày 15 tháng 8, đúng vào lúc Nhật Bản chấp nhận đầu hàng giúp chấm dứt vĩnh viễn cuộc xung đột.

#### 1946 - 1950
Sau khi được tái trang bị cặp bên mạn tàu tiếp liệu tàu ngầm Clytie (AS-26),Bumper lên đường vào ngày 31 tháng 8 để đi sang vịnh Subic, Philippines, nơi nó phục vụ cùng Tư lệnh Tiền phương biển Philippine cho đến tháng 2, 1946. Nó quay trở về vùng bờ Tây Hoa Kỳ để được sửa chữa, rồi gia nhập Hải đội Tàu ngầm 5 tại Trân Châu Cảng và hoạt động tại vùng biển quần đảo Hawaii cho đến tháng 12. Nó lên đường vào ngày 16 tháng 12 cho một chuyến đi sang khu vực Tây Thái Bình Dương, ghé đến Truk thuộc quần đảo Caroline; vịnh Subic, Philippine; Yokosuka, Nhật Bản; và Midway. Nó trải qua sáu tuần lễ hoạt động cùng một đội huấn luyện tại Thanh Đảo và khu vực Hoàng Hải trước khi quay trở về Trân Châu Cảng vào ngày 29 tháng 3, 1947.
Đến đầu tháng 1, 1948, Bumper quay trở về khu vực California và trải qua đợt đại tu tiếp theo cho đến ngày 1 tháng 6, 1948. Nó quay trở lại Trân Châu Cảng vào ngày 12 tháng 6, và không lâu sau đó lại có một lượt hoạt động khác tại khu vực Tây Thái Bình Dương, rồi quay trở về Trân Châu Cảng vào ngày 29 tháng 9, 1949. Chiếc tàu ngầm tiếp tục hoạt động tại vùng biển quần đảo Hawaii cho đến ngày 7 tháng 2, 1950 khi nó lên đường quay trở về Hoa Kỳ. Nó băng qua kênh đào Panama vào ngày 22 tháng 2, và tiếp tục hoạt động dọc theo vùng bờ Đông cho đến khi được cho xuất biên chế vào ngày 16 tháng 9, 1950. Tên nó được cho rút khỏi danh sách Đăng bạ Hải quân vào ngày 20 tháng 12, 1950.

### TCGÇanakkale(S 333)
Bumper được chuyển giao cho Thổ Nhĩ Kỳ vào ngày 16 tháng 11, 1950 và tiếp tục phục phục vụ cùng Hải quân Thổ Nhĩ Kỳ như là chiếc TCG Çanakkale (S 333) cho đến khi ngừng hoạt động vào ngày 11 tháng 8, 1976. 

## Phần thưởng
Bumper được tặng thưởng một Ngôi sao Chiến trận do thành tích phục vụ trong Thế Chiến II. Nó được ghi công đã đánh chìm một tàu chở dầu Nhật Bản tải trọng 1.189 tấn.
|  |             |  |
|  | Bronze star |  |

| Dãi băng Hoạt động Tác chiến  |                                                                         |                                      |
| Huân chương Chiến dịch Hoa Kỳ | Huân chương Chiến dịch Châu Á-Thái Bình Dương với 1 Ngôi sao Chiến trận | Huân chương Chiến thắng Thế Chiến II |